# Nha Ca
Nhã Ca, pseudonym för Trần Thị Thu Vân, född 20 oktober 1939 i Hué i Vietnam, är en vietnamesisk-amerikansk romanförfattare och poet.
Nhã Ca växte upp i Hué och studerade vid Đồng Khánh-högskolan där. Hon flyttade till Saigon 1960 och gifte sig med poeten Trần Dạ Từ, med vilken hon fick sju barn.
Hon skrev under åren ett drygt tjugotal böcker, framför allt romaner, och var grundare av förlaget Thurong yêu. Hon tog sin pseudonym, som betyder "liten hymn" från Höga Visan i Bibeln. 
År 1975, efter Vietnams återförening, utpekades hon som en av tio författare, och den enda kvinnliga, som svartlistades som "kulturguerilla" och hon satt som politisk fånge i fängelse i två år från 1976. Hennes man fängslades också för samma anklagelse och satt i fängelse tolv år 1977-89. Efter mannens frigörelse lyckades den äldste sonen, då tjugo år, ta sig till Sverige och där förmå Svenska Pen-klubben under Thomas von Vegesack att ta upp fallet med svenska regeringen under Ingvar Carlsson, varefter familjen fick politisk asyl i Sverige och utresetillstånd. Nhã Ca och Trần Dạ Từ och flertalet av deras barn flyttade senare vidare till USA och bosatte sig 1992 i Kalifornien i Kalifornien.
I USA har paret arbetat med tidningen Việt Báo. Nhã Cas litterära produktion har varit liten. Hon utgav dock 2006 en roman i fyra tjocka volymer, Đường Tự Do, (Việt Báo, Westminster 2006)

## Mourning headband for Hué
Nhã Ca befann sig inför Tết-helgen i januari 1968 i Hué för att närvara vid den buddhistiska begravningen av sin far. Hon blev därmed strandsatt i stan vid den stora Tếtoffensiven av styrkor från Nordvietnam och FNL. Hon beskrev de fasor hon upplevde under Slaget om Hué i den dokumentära boken Giải khăn sô cho Huế ("Sorgeband för Hué), som publicerade på vietnamesiska 1969. Endast några få av hennes böcker har översatts, till engelska eller franska. Denna bok översattes till engelska under titeln Mourning headband for Hué. I Vietnam förbjöds den 1975.